# Ray William Johnson
Ray William Johnson (14. kolovoza 1981.) američki je glumac i komičar (vloger), čiji je kanal na YouTubeu svojevremeno imao najveći broj pretplatnika, a danas je treći kanal s najviše pretplatnika.[nedostaje izvor]
Najpoznatiji je po serijama na YouTubeu Equals Three, u kojima komentira aktualno popularne video uratke, koje publika i kritičari često atribuiraju kao ˝viralne˝ ili zarazne. Primijećeno je da uracima istaknutim na Equals Threeu često ubrzo raste popularnost.
Velikim brojem pretplatnika, Ray William Johnson 12. srpnja 2011. godine držao je Guinnessov svjetski rekord s najviše pretplatnika na internetskom servisu YouTube. 
Od svibnja 2013. godine, kanal na Youtubeu RayWilliamJohnson ima više od 8,71 milijuna pretplatnika i više od 2,29 milijardi pregleda videa uz daljni rast.

## Vanjske poveznice
- http://dnevnik.hr/showbizz/film-tv/tko-je-internetska-senzacija-ray-william-johnson.html
- Equals Three (=3)  Arhivirana inačica izvorne stranice od 20. svibnja 2015. (Wayback Machine) web stranica
- https://www.youtube.com/user/RayWilliamJohnson YouTube stranica
- https://www.facebook.com/raywilliamjohnson Facebook stranica
- https://twitter.com/RayWJ Twitter stranica
- http://instagram.com/raywilliamjohnson Instagram stranica
- https://plus.google.com/u/0/b/114182899391528556130/110374606085903391402?pageid=114182899391528556130 Google Plus stranica